# Desa Kutamekar (administrativ by i Indonesien, Jawa Barat, lat -6,52, long 107,15)
Desa Kutamekar är en administrativ by i Indonesien.   Den ligger i provinsen Jawa Barat, i den västra delen av landet, 50 km sydost om huvudstaden Jakarta.